# イフ・アイ・ステイ 愛が還る場所
『イフ・アイ・ステイ 愛が還る場所』（イフアイステイ あいがかえるばしょ、If I Stay）は、2014年のアメリカ合衆国のロマンティックドラマ映画。ゲイル・フォアマンの小説『ミアの選択』を原作にしており、R・J・カトラーが監督を、クロエ・グレース・モレッツが主演を務めた。

## ストーリー
ミアは17歳の高校生。チェロ奏者を目指す彼女は、仲の良い家族や親友、そして愛する彼氏に恵まれ、幸せな人生を歩んでいた。しかし、そんなある日、彼女を突然の不幸が襲う。ミアと一家を乗せた車がスリップ事故を起こし、自分以外の家族である両親と弟が死亡、不幸はそれだけに留まらず、ミア自身も昏睡状態に陥ってしまう。だが、ミアの魂は眠ってはいなかった。ミアの魂は身体から抜け出し、病室で彼女に語りかけている人々の声を聞いていたのだ。現世を捨て、愛する家族が待つ世界へと旅立つか、ミアに戻ってきてほしいと願う彼氏や親友がいる現世に戻るか、決断の時がミアに迫っていた。

## キャスト
※括弧内は日本語吹替
- ミア・ホール - クロエ・グレース・モレッツ（白石涼子）： チェリストを目指す女子高生。
- アダム - ジェイミー・ブラックリー（英語版）（鈴村健一）： ミアの恋人。ロックバンドのボーカル兼ギター。
- キャット - ミレイユ・イーノス（田村聖子）： ミアの母親。元パンク少女。
- デニー - ジョシュア・レナード（堀内賢雄）： ミアの父親。音楽教師。元ロックバンドのドラマー。
- おじいちゃん - ステイシー・キーチ（福田信昭）： デニーの父親。
- キム - リアナ・リベラト（伊藤静）： ミアの親友。

日本語吹替版
演出：岩田敦彦、翻訳：柳澤由美、制作：ブロードメディア・スタジオ
その他声の出演：米田基裕、間宮康弘、保澄しのぶ、塙英子、濱野大輝、佐竹海莉、水口侑一、小若和郁那、皆川壱毅、吉野七海、関口茜、土門敬子、瀬戸麻沙美

## 製作
2009年3月19日、キャサリン・ハードウィックが本作の監督に起用されたと報じられた。2010年10月20日、ダコタ・ファニングが本作の出演交渉に臨んでいるとの報道があった。また、ハードウィックが降板することになり、後任の監督としてエイトール・ダリアが起用されたとの発表もあった。2013年7月、最終的に、クロエ・グレース・モレッツが本作の主演を、R・J・カトラーが監督を務めることになった。8月5日、ミレイユ・イーノスに本作の出演オファーが出ていると報じられた。9月、ジェイミー・ブラックリーが起用された。。10月23日、ジョシュア・レナードがキャスト入りした。30日、本作の主要撮影がカナダのバンクーバーで始まった。

### 音楽
2013年9月23日、ヘイター・ペレイラが本作で使用される楽曲を手掛けることになったと報じられた。2014年8月19日、本作のサウンドトラックが発売された。

## マーケティング・興行収入
2014年1月9日、ワーナー・ブラザース映画が本作の全米配給を担当することになったとの報道があった。4月15日、本作のオフィシャル・トレイラーが公開された。
本作は『シン・シティ 復讐の女神』及び『コーチ・ラドスール 無敵と呼ばれた男』と同じ週に封切られ、公開初週末に2150万ドル前後を稼ぎ出すと予想されていたが、実際の数字はそれを大きく下回るものとなった。2014年8月22日、本作は全米2907館で公開され、公開初週末に1567万ドルを稼ぎ出し、週末興行収入ランキング初登場3位となった。

## 評価
本作に対する批評家の評価は伸び悩んでいる。映画批評集積サイトのRotten Tomatoesには138件のレビューがあり、批評家支持率は36%、平均点は10点満点で4.92点となっている。サイト側による批評家の見解の要約は「主演のクロエ・グレース・モレッツは全力を出しており、単なるメロドラマ調のヤングアダルトものにはない超自然的要素が上手く取り入れられている。しかし、結局、『イフ・アイ・ステイ 愛が還る場所』は観客を感動させる作品というより作為的なものが感じられる作品に仕上がっている。」となっている。また、Metacriticには36件のレビューがあり、加重平均値は46/100となっている。なお、本作のCinemaScoreはA-となっている。